# Törökország az 1948. évi téli olimpiai játékokon
Törökország a svájci St. Moritzban megrendezett 1948. évi téli olimpiai játékok egyik részt vevő nemzete volt. Az országot az olimpián 1 sportágban 4 sportoló képviselte, akik érmet nem szereztek.

## Alpesisí
Férfi
| Versenyző         | Versenyszám | 1. futam | 1. futam | 2. futam | 2. futam | Összesítés | Összesítés |
| Versenyző         | Versenyszám | Idő      | Hely.    | Idő      | Hely.    | Idő        | Helyezés   |
| ----------------- | ----------- | -------- | -------- | -------- | -------- | ---------- | ---------- |
| Dursun Bozkurt    | Lesiklás    |          |          |          |          | 4:37,3     | 94.        |
| Dursun Bozkurt    | Műlesiklás  | 2:18,2   | 61.      | 1:53,0   | 63.      | 4:11,2     | 62.        |
| Muzaffer Demirhan | Lesiklás    |          |          |          |          | kizárták   | kizárták   |
| Muzaffer Demirhan | Műlesiklás  | 2:25,5   | 64.      | 2:00,2   | 64.      | 4:25,7     | 64.        |
| Raşit Tolun       | Lesiklás    |          |          |          |          | 4:12,1     | 87.        |
| Raşit Tolun       | Műlesiklás  | 2:04,8   | 58.      | 1:37,2   | 57.      | 3:42,0     | 58.        |
| Osman Yüce        | Lesiklás    |          |          |          |          | 4:49,2     | 97.        |
| Osman Yüce        | Műlesiklás  | 2:21,2   | 63.      | 1:47,4   | 62.      | 4:08,6     | 60.        |

| Versenyző      | Versenyszám | Lesiklás | Lesiklás | Lesiklás | Műlesiklás | Műlesiklás | Műlesiklás | Műlesiklás | Műlesiklás | Műlesiklás | Műlesiklás | Összesítés | Összesítés |
| Versenyző      | Versenyszám | Lesiklás | Lesiklás | Lesiklás | 1. futam   | 1. futam   | 2. futam   | 2. futam   | Össz.      | Össz.      | Össz.      | Összesítés | Összesítés |
| Versenyző      | Versenyszám | Idő      | Pont     | Hely.    | Idő        | Hely.      | Idő        | Hely.      | Idő        | Pont       | Hely.      | Pont       | Helyezés   |
| -------------- | ----------- | -------- | -------- | -------- | ---------- | ---------- | ---------- | ---------- | ---------- | ---------- | ---------- | ---------- | ---------- |
| Dursun Bozkurt | Összetett   | 4:37,3   | 56,54    | 72.      | nem indult | nem indult | kiesett    | kiesett    | kiesett    | kiesett    | kiesett    | kiesett    | kiesett    |
| Osman Yüce     | Összetett   | 4:49,2   | 63,00    | 74.      | nem indult | nem indult | kiesett    | kiesett    | kiesett    | kiesett    | kiesett    | kiesett    | kiesett    |